# Гаррод (Огайо)
Гаррод (англ. Harrod) — селище (англ. village) в США, в окрузі Аллен штату Огайо. Населення — 423 особи (2020).

## Географія
Гаррод розташований за координатами 40°42′26″ пн. ш. 83°55′17″ зх. д. / 40.70722° пн. ш. 83.92139° зх. д. (40.707214, -83.921405).  За даними Бюро перепису населення США в 2010 році селище мало площу 0,62 км², з яких 0,62 км² — суходіл та 0,00 км² — водойми.

## Демографія
Згідно з переписом 2010 року, у селищі мешкало 417 осіб у 143 домогосподарствах у складі 111 родини. Густота населення становила 671 особа/км².  Було 161 помешкання (259/км²).
Расовий склад населення:
| - 99,3 % — білих |

До двох чи більше рас належало 0,7 %. Частка іспаномовних становила 1,7 % від усіх жителів.
За віковим діапазоном населення розподілялося таким чином: 29,7 % — особи молодші 18 років, 60,7 % — особи у віці 18—64 років, 9,6 % — особи у віці 65 років та старші. Медіана віку мешканця становила 30,5 року. На 100 осіб жіночої статі у селищі припадало 97,6 чоловіків;  на 100 жінок у віці від 18 років та старших — 95,3 чоловіків також старших 18 років.
Середній дохід на одне домашнє господарство  становив 63 535 доларів США (медіана — 55 313), а середній дохід на одну сім'ю — 69 235 доларів (медіана — 60 833). За межею бідності перебувало 15,7 % осіб, у тому числі 21,9 % дітей у віці до 18 років та 23,4 % осіб у віці 65 років та старших.
Цивільне працевлаштоване населення становило 222 особи. Основні галузі зайнятості: освіта, охорона здоров'я та соціальна допомога — 29,7 %, виробництво — 12,6 %, роздрібна торгівля — 11,7 %, мистецтво, розваги та відпочинок — 11,7 %.